# Една (Тексас)
Една (енгл. Edna) град је у америчкој савезној држави Тексас. По попису становништва из 2010. у њему је живело 5.499 становника.

## Демографија
Према попису становништва из 2010. у граду је живело 5.499 становника, што је 400 (6,8%) становника мање него 2000. године.
| Група             | 2000.         | 2010.         |
| Белци             | 3.143 (53,3%) | 2.760 (50,2%) |
| Афроамериканци    | 805 (13,6%)   | 806 (14,7%)   |
| Азијати           | 45 (0,8%)     | 27 (0,5%)     |
| Хиспаноамериканци | 1.839 (31,2%) | 1.871 (34,0%) |
| Укупно            | 5.899         | 5.499         |